# Rabi simmiltim
El rabi simmiltim (literalment 'cap de l'escala') era el principal oficial de la cort hitita. Complia les funcions de cap de la cort. Solia estar en mans d'algú proper a la família reial.